# Skaldowie dzieciom
Skaldowie dzieciom – siedemnasty album zespołu Skaldowie, zawierający piosenki dla dzieci, wydany przez sam zespół, wznowiony w 2018 roku przez Kameleon Records.

## Piosenki
1. „Prolog” (J.Zieliński) – 1:29
2. „Najkrótsza piosenka” (J.Zieliński – J.Zieliński) – 3:53
3. „Piosenka miniaturka” (J.Zieliński – K.Wiszniowski) – 2:27
4. „Bajkowa piosenka” (J.Zieliński – K.Wiszniowski) – 2:39
5. „Piosenka dla Wojtusia” (J.Zieliński – K.Wiszniowski) – 3:18
6. „Kołysanka dla syneczka” (J.Zieliński – J.Zieliński) – 4:07
7. „Piosenka dla Adasia” (J.Zieliński – K.Wiszniowski) – 2:59
8. „Kiedy zaczynasz mówić Tata” (J.Zieliński – K.Wiszniowski) – 4:35
9. „Piosenka dla mamy która jest mamusią” (J.Zieliński – K.Wiszniowski) – 3:15
10. „Zielone na zielonym” (J.Zieliński – K.Wiszniowski) – 2:50
11. „Mała piosenka o całym wielkim świecie” (Jacek Zieliński – Kazimierz Wiszniowski) – 2:20
12. „List do anioła stróża” (J.Zieliński – K.Wiszniowski) – 5:58
13. „Dwa słoneczka” (J.Zieliński – G.Zielińska-Tarcholik) – 4:17

## Skład zespołu
- Andrzej Zieliński: fortepian, organy Hammonda
- Jacek Zieliński: śpiew, trąbka, skrzypce, fortepian
- Konrad Ratyński: gitara basowa
- Jerzy Tarsiński: gitara prowadząca
- Grzegorz Górkiewicz: syntezator
- Jan Budziaszek: perkusja

gościnnie:
- Bogumił Zieliński: gitara
- Gabriela Zielińska-Tarcholik: śpiew
- Rafał Tarcholik: perkusja

oraz dzieci z krakowskiego przedszkola ul. Piaszczysta 8